# Llibertat Ródenas Rodriguez
Pour les articles homonymes, voir Ródenas (homonymie) et Rodríguez.
Llibertat Ródenas Rodriguez, née en 1892 dans la province de Valence et morte en exil au Mexique en 1970, est une anarcho-syndicaliste espagnole membre de la Confédération nationale du travail et de la Fédération anarchiste ibérique.
Elle est également active dans l'organisation anarcha-féministe Mujeres Libres.

## Biographie
Née à Chera en pays valencien, bonne oratrice, elle commence son activité antimilitariste pendant la Première Guerre mondiale[réf. souhaitée].
En 1918, elle s'installe à Barcelone où elle développe une intense activité syndicale pendant la période, 1919-1922, marquée par une forte répression patronale et le pistolérisme.
En 1922, elle rencontre son compagnon Josep Viadiu et est membre du comité catalan régional de la Confédération nationale du travail.
Pendant la Seconde République espagnole, elle s'investit particulièrement dans les activités de la Fédération anarchiste ibérique (1930-1932).

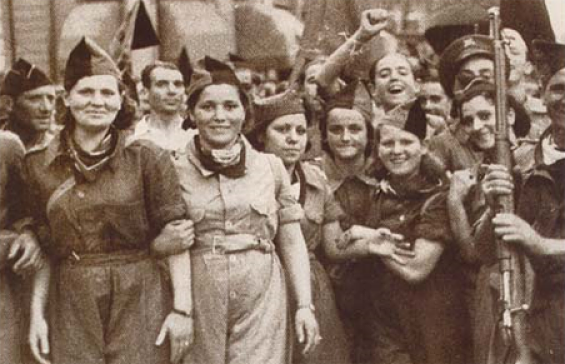
Miliciennes de la CNT-FAI lors de la Révolution sociale espagnole de 1936.

Après juillet 1936, elle se porte volontaire pour combattre dans la colonne Durruti sur le front d'Aragon.
Elle participe aux activités du groupe féministe Mujeres Libres, notamment en organisant l'évacuation des enfants de la zone républicaine.
Après la Retirada en 1939, elle se réfugie en France, puis à Cuba, avant un long exil au Mexique, ou elle meurt en 1970.